# Pédale de piano
Ne doit pas être confondu avec Pédale harmonique.
Pour les articles homonymes, voir Pédale.
 (juin 2022).
La mise en forme du texte ne suit pas les recommandations de Wikipédia : il faut le « wikifier ».
Les points d'amélioration suivants sont les cas les plus fréquents :
- Les titres sont pré-formatés par le logiciel. Ils ne sont ni en capitales, ni en gras.
- Le texte ne doit pas être écrit en capitales (les noms de famille non plus), ni en gras, ni en italique, ni en « petit »…
- Le gras n'est utilisé que pour surligner le titre de l'article dans l'introduction, une seule fois.
- L'italique est rarement utilisé : mots en langue étrangère, titres d'œuvres, noms de bateaux, etc.
- Les citations ne sont pas en italique mais en corps de texte normal. Elles sont entourées par des guillemets français : « et ».
- Les listes à puces sont à éviter, des paragraphes rédigés étant largement préférés. Les tableaux sont à réserver à la présentation de données structurées (résultats, etc.).
- Les appels de note de bas de page (petits chiffres en exposant, introduits par l'outil «  Source ») sont à placer entre la fin de phrase et le point final[comme ça].
- Les liens internes (vers d'autres articles de Wikipédia) sont à choisir avec parcimonie. Créez des liens vers des articles approfondissant le sujet. Les termes génériques sans rapport avec le sujet sont à éviter, ainsi que les répétitions de liens vers un même terme.
- Les liens externes sont à placer uniquement dans une section « Liens externes », à la fin de l'article. Ces liens sont à choisir avec parcimonie suivant les règles définies. Si un lien sert de source à l'article, son insertion dans le texte est à faire par les notes de bas de page.
- La présentation des références doit suivre les conventions bibliographiques. Il est recommandé d'utiliser les modèles {{Ouvrage}}, {{Chapitre}}, {{Article}}, {{Lien web}} et/ou {{Bibliographie}}. Le mode d'édition visuel peut mettre en forme automatiquement les références.
- Insérer une infobox (cadre d'informations à droite) n'est pas obligatoire pour parachever la mise en page.

Pour une aide détaillée, merci de consulter Aide:Wikification.
Si vous pensez que ces points ont été résolus, vous pouvez retirer ce bandeau et améliorer la mise en forme d'un autre article.

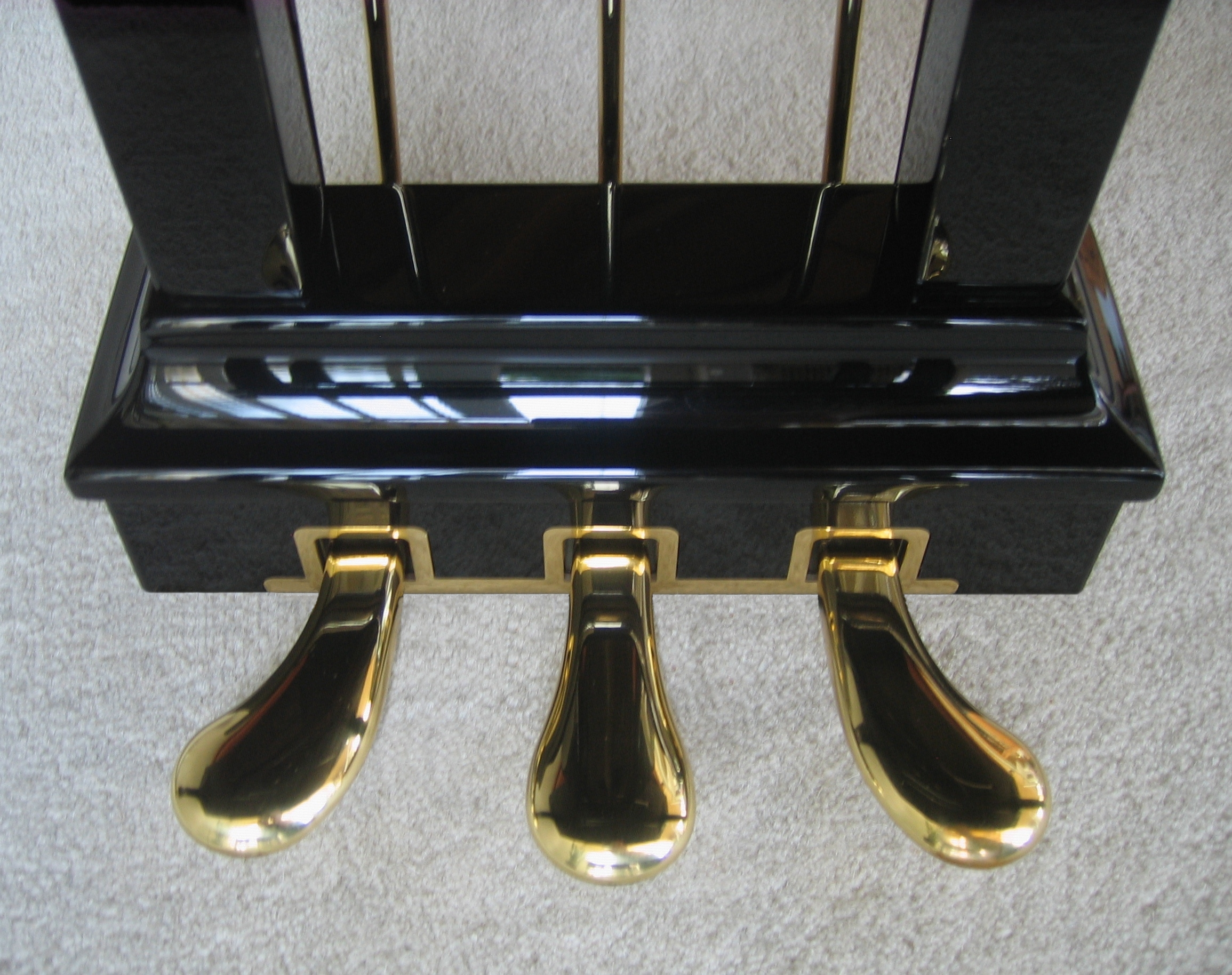
Pédales d'un piano : (de gauche à droite) pédale douce, pédale de soutien et pédale forte.

Les pédales du piano sont des leviers actionnés au pied situés en dessous du piano permettant de modifier le son de l'instrument de plusieurs manières différentes. Les pianos modernes ont généralement trois pédales, qui sont, de gauche à droite, la pédale douce (dite una corda), la pédale de soutien et la pédale forte. Certains pianos ne possèdent pas de pédale de soutien, ou ont une pédale centrale avec une fonction différente telle que la sourdine.

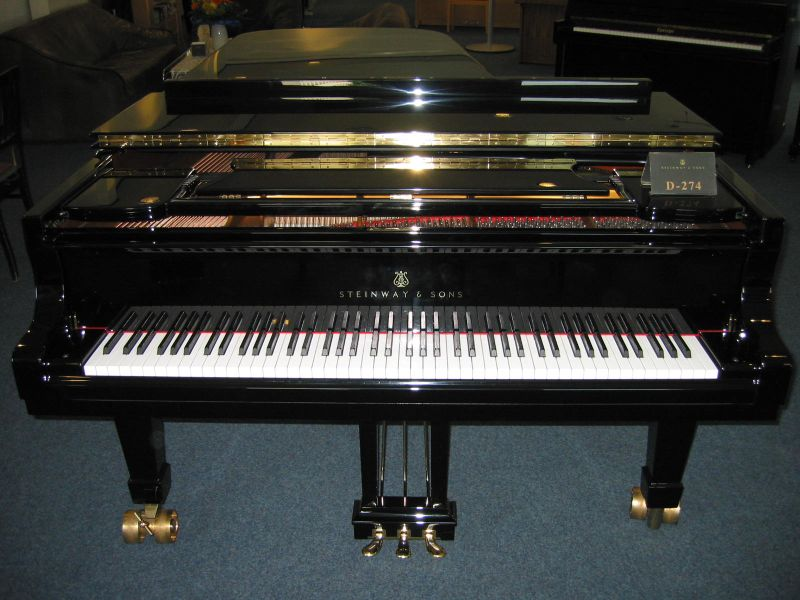
Vue d'ensemble des pédales, placées sous le clavier du piano

Le développement des pédales a débuté dès les tout premiers jours de l'invention du piano et s'est prolongé jusqu'à la fin du XIXe siècle. Au cours de ces années, la configuration de ces pédales a beaucoup varié avant d'arriver à celle qui est standardisée au XXIe siècle.

## Détail des trois pédales usuelles

### Pédale douce
La pédale douce, aussi appelée una corda, fut inventée par Bartolomeo Cristofori. Ce fut le premier mécanisme imaginé pour modifier le son du piano. Cette fonction est généralement contrôlée par la pédale de gauche sur les pianos modernes. Cependant, aucun de ses noms - douce ou una corda - ne décrit véritablement son effet. En effet, la pédale douce modifie principalement le timbre de l'instrument, et non pas uniquement le volume sonore de celui-ci.
Rapidement après son invention, pratiquement tous les fabricants intègreront la pédale douce sur leur piano. Sur le piano de Cristofori, le mécanisme était actionné par une tirette manuelle sur le côté du clavier. Quand celle-ci était actionnée, tout le mécanisme du piano se déplaçait vers la droite, de telle sorte que les marteaux ne tapaient qu'une corde (una corda), au lieu de deux (due corde). Le piano produirait alors un son « plus doux, éthéré ».
À la fin du XVIIIe siècle, les fabricants de piano commencèrent à poser trois cordes par note sur le piano (au lieu de deux). Ce changement affecta la fonction una corda, puisqu'alors la profondeur à laquelle la pédale était actionnée déterminait le nombre de cordes frappées (de deux à une corde lorsque la pédale était enfoncée à son maximum). Le son de la pédale douce sur ces pianos créait ainsi une plus grande différence en timbre et couleur du son que sur les pianos modernes, cette fonctionnalité ayant disparu de nos jours.
Beethoven a utilisé cette ancienne fonctionnalité dans deux de ses pièces pour pianos. Dans son Concerto pour Piano No. 4, Beethoven précise l'utilisation d'une, deux ou trois cordes. Autrement, dans la Sonate Opus 106, il demande d'abord l'utilisation d'une corde, puis indique « poco a poco due ed allora tutte le corde », c'est-à-dire graduellement deux puis toutes les cordes.
De nos jours, la pédale douce fait en sorte que les marteaux frappent deux cordes à la place de trois. Dans le cas des cordes graves, le marteau va frapper une corde au lieu de deux. Pour les notes les plus graves, n'ayant qu'une seule corde plus épaisse, la pédale fait se déplacer le marteau de manière qu'il frappe la corde sur une partie moins utilisée de la pointe du marteau. Le timbre est ainsi toujours modifié par la pédale, mais le changement est maintenant très léger si bien que la plupart ne parviennent pas à l'entendre.

#### Effet de demi-frappe
Sur les pianos droits modernes, la pédale de gauche n'est en fait pas réellement une una corda, parce qu'elle ne déplace pas le mécanisme de côté. La disposition des cordes, dont l'angle par rapport aux marteaux est très oblique, ne permet pas un tel mouvement (le marteau risquerait de frapper la corde d'à côté). Ainsi, un terme plus judicieux serait « demi-frappe » : quand la pédale est pressée, les marteaux se rapprochent des cordes, réduisant la distance de frappe du marteau.

### Pédale de soutien
La pédale de soutien fut la dernière pédale à être ajoutée. En utilisant cette pédale, le pianiste peut maintenir certaines notes, pendant que les autres notes fonctionnent normalement.
La pédale de soutien (dite sostenuto) fut présentée pour la première fois à l'exposition industrielle française de 1844 à Paris, par Boisselot & Fils (en), une entreprise marseillaise. Par la suite, Alexandre François Debain et Claude Montal, deux fabricants de pianos, construisirent des mécanismes de sostenuto respectivement en 1860 et 1862. Ces innovations n'intéressèrent cependant pas immédiatement les autres manufactures de pianos. Ce n'est qu'en 1874 qu'Albert Steinway perfectionna et breveta la pédale de soutien. Il en fit alors publiquement la publicité en 1876, et rapidement Steinway l'inclut dans tous ses pianos droits haut de gamme et à queue. Les autres manufactures américaines inclurent alors à leur tour la pédale à leur piano, bien qu'en parallèle l'adoption de celle-ci par les fabricants européens fut beaucoup plus lente et ne s'acheva que récemment.
Le terme de soutien (sostenuto en italien) n'est pas des plus clairs concernant le fonctionnement exact de cette pédale. Sostenuto signifiant simplement maintenir en italien, on pourrait alors penser que la pédale de soutien a la même fonction que la pédale forte. Un nom plus approprié serait en fait pédale de « soutien de notes », la pédale permettant en effet le maintien d'une ou d'un groupe de notes, sans altérer le fonctionnement des autres. La pédale maintient relevés seulement les étouffoirs des notes utilisées quand elle est pressée.
L'utilité de la pédale de soutien inclut la possibilité de jouer des transcriptions de musique destinés originellement à l'orgue (où les notes maintenues remplacent celles actionnées par les pédales sur l'orgue). Autrement, elle est utilisée dans beaucoup de musiques contemporaines, notamment spectrales. Elle s'utilise généralement avec le pied droit.

### Pédale forte
La pédale forte est située à droite des autres pédales et est souvent la plus utilisée. Elle relève tous les étouffoirs des cordes afin que celles-ci continuent de vibrer même après que le joueur ait relâché la note. De plus, la pédale forte rend toutes les autres cordes du piano sympathiques, créant ainsi une riche qualité tonale. C'est cet effet qui est peut-être derrière l'adage disant que la pédale forte est « l'âme du piano ».
La pédale forte permet aussi au joueur de jouer de manière liée des notes qui autrement ne pourraient pas l'être.

### Autres fonctions courantes pour la pédale centrale
Il est assez courant de trouver des pianos droits voire à queue qui ne possèdent pas de pédale centrale. Et même si un piano dispose d'une pédale centrale, on ne peut pas être sûr qu'il s'agisse véritablement d'une pédale de soutien, car il existe plein d'autres fonctions données à la pédale centrale.
Souvent, sur les pianos droits, la pédale centrale est une autre pédale de demi-frappe, comme celle à gauche, mais avec un encart permettant de la maintenir en place.
Parfois, la pédale centrale n'agit que sur les étouffoirs des notes graves.
Autrement, celle-ci peut aussi faire descendre une sourdine (une bande de feutre se glissant entre les marteaux et les notes), afin de pouvoir pratiquer silencieusement.
Les vraies pédales de soutien sont assez rares sur les pianos droits, mis à part sur quelques modèles haut de gamme comme ceux de Steinway ou Bechstein. Elles sont plus courantes sur les pianos numériques, puisque l'effet est assez simple à réaliser avec un logiciel.

## Historique

### Systèmes

#### Leviers manuels
La pédale forte était à l'origine contrôlée à la main sur les tout premiers pianos construits. Cependant, cela était peu pratique pour le joueur, qui devait continuer à jouer d'une main tout en opérant le mécanisme d'une autre. Si cela n'était pas possible, un assistant était nécessaire pour actionner le levier, comme aujourd'hui avec les orgues.

#### Leviers de genoux
Le levier actionné au genoux pour remplacer la tirette manuelle fit son apparition en Allemagne vers 1765, et rapidement sa présence fut pratiquement obligatoire sur les pianos de la fin du XVIIIe siècle.
Mozart, vers 1777, fait l'éloge de cette nouvelle fonctionnalité dans une lettre, après avoir essayé un piano de Johann Andreas Stein, où il déclare que :  « Le mécanisme actionné par le genou est mieux réalisé chez Stein que chez les autres. À peine touché, il s'enclenche, et dès que je retire ne serait-ce que légèrement mon genou, on n'entend plus le moindre son »

#### Pédales
Bien qu'il y ait quelques controverses sur qui serait le premier constructeur à utiliser des pédales au lieu de leviers à genoux, il semblerait que celle-ci furent d'abord utilisées par les constructeurs anglais. Beaucoup de fabricants de pianos anglais, ayant été apprentis de Gottfried Silbermann (premier fabricant de piano allemand et inventeur du mécanisme de maintien des étouffoirs), retournèrent à Londres à la suite de la guerre de Sept Ans. Parmi eux, Adam Beyer et Americus Backers (en), sont considérés comme les premiers à avoir incorporé cette nouvelle fonctionnalité à leur piano, avec John Broadwood. En effet, un piano à queue de Backers, datant de 1772, dispose de pédales d'origine, et est probablement le premier piano à utiliser des pédales plutôt que des leviers de genoux . D'autres pianos de Broadwood et de Beyer, respectivement de 1777 et 1783, ont par la suite aussi des pédales.
Après leur invention, les pédales n'ont pas fait immédiatement l'unanimité. Les constructeurs allemands et viennois continuèrent à privilégier les leviers à genoux, et ce pendant assez longtemps.
Des pédales et des leviers à genoux furent même présents ensemble sur un même instrument, un piano à queue de Nannette Streicher construit à Vienne en 1814. Ce piano avait deux leviers à genoux Janissary qui actionnaient des cloches et un tambour, et quatre pédales, une douce, un basson, une forte, et une de modération.

### Emplacement
La position des pédales sur le piano fut un autre aspect qui fluctua de manière important durant l'évolution de l'instrument. Les fabricants de pianos furent assez créatifs avec la position des pédales, donnant parfois aux instrument un aspect assez comique, comparé à la norme actuelle.
Par exemple, certains pianos à queue de Broadwood avaient deux pédales (douce et forte) qui étaient attaché sur les côtés gauche et droit du piano.
Un placement assez particulier fut observé sur un piano surnommé « niche de chien », construit par Sebastien Mercer en 1831, surnommé ainsi à cause de sa forme. Sous le piano droit, à l'endroit où les pédales seraient situées sur un piano moderne, se trouvait une niche semi-circulaire ou les pieds du joueur pouvaient se placer. Les pédales fortes et douces se trouvaient sur les côtés de cet espace et orientés vers l'avant.
Pendant le XIXe siècle, les pédales, sur les pianos à queue, furent attachées sur un cadre en situé sous le piano, permettant de renforcer et maintenir le mécanisme. On notera que cet ensemble prenant généralement la forme d'une lyre, cela lui donnera le nom de "lyre (avec pédales)", encore utilisé de nos jours.

### Autres pédales
Beaucoup de nouvelles pédales firent leur apparition durant le développement de l'instrument, avant d'arriver à la configuration actuelle. La plupart modifiaient le volume, le timbre ou cherchaient à imiter d'autres instruments.
Parmi les autres pédales trouvées parfois sur les premiers pianos, on trouve les pédales dites luth, de modération, basson, buffle, clavecin et d'expression :
- La pédale luth créait un son de type pizzicato[6].
- La pédale de modération plaçait une bande de tissu léger ou de cuir entre les marteaux et les cordes, créant un son plus doux, légèrement étouffé[4]. La bande de tissu ou de cuir avait une épaisseur graduelle en hauteur : ainsi, plus elle était descendue, plus le marteau frappait un tissu épais, et plus le son était réduit. Cette pédale était assez populaire sur les pianos viennois, et le mécanisme se retrouve aujourd'hui dans la sourdine avec les pianos droits[6].
- La pédale basson faisait placer une bande de papier ou de soie au-dessus des cordes graves pour créer un son de bourdonnement similaire à celui d'un basson[2].
- La pédale buffle et la pédale clavecin sont assez similaires dans leur fonctionnement. La pédale "buffle" (sous-entendu cuir de buffle) utilisait une fine bande de cuir appliquée sur les cordes pour leur donner un son sec, cassant le maintien du son. La pédale "clavecin" utilisait elle des poids en cuirs appliqués sur les cordes, produisant le même effet, similaire au son d'un clavecin[2],[4],[6].
- Johannes Pohlmann utilisait une pédale d'expression pour ouvrir ou fermer le couvercle de son piano afin de contrôler le volume sonore. Autrement, l'expression pouvait aussi être contrôlée par des volets situés sur les côtés du piano[2]. Dans certains cas plus rares, l'expression utilisait les vibrations sympathiques de la partie non exploitées des cordes à l'aide d'un deuxième chevalet[7].

Quelques autres expérimentations isolées existent, comme celle d'une pédale visant à imiter le son de cloches (à l'aide de marteau tombant sur des vis), ou d'un système de demi-frappe, comme sur un piano droit, intégré à un piano à queue (notamment sur le F308 de Fazioli).

#### Pédales janissaires
Vers la fin du XVIIIe siècle, les Européens développèrent un goût pour la musique turque de fanfare, amenant à l'apparition d'un style de musique d'inspiration turque. Le terme « Janissaire » fait référence aux tambours, cymbales, cloches et autres instruments à percussions utilisés par les orchestres militaires turques. Les compositeurs cherchèrent alors à imiter le son de ces orchestres, amenant à l'apparition de pédales frappant tambours, cymbales, cloches ou triangles tout en jouant.
Jusqu'à six pédales pouvaient contrôler ces effets sonores. Le Rondo alla Turqua (ou Marche Turque) de Mozart, de la sonate K331, était parfois jouée avec des pédales Janissaires.

## Les pédales et Beethoven
À travers son existence, Ludwig van Beethoven posséda de nombreux pianos différents, issus de fabricants différents, tous avec des configurations de pédales différentes. Ses pianos sont ainsi de très bons exemples des innovations et expérimentations de l'époque sur les pédales.
Il recevait régulièrement des pianos en cadeau, comme en 1803, avec la manufacture française Erard qui lui offrit un piano à queue, considéré comme le plus aboutit de l'époque, avec quatre pédales, une douce, une forte, une "luth" et une de modération pour adoucir le son. En 1817, Broadwood lui offrit un piano à queue qui avait une pédale douce et une pédale forte dédoublée (une moitié pour les basses et l'autre pour les aigus).
Afin de lui offrir un instrument suffisamment fort pour qu'il puisse toujours l'entendre alors que son audition déclinait, Conrad Graf lui conçu en 1824 un instrument personnalisé, avec quatre cordes par notes au lieu de trois. Il ne produisit en tout que trois instruments de ce type. Le son, qui était plus riche et puissant - sans être vraiment plus fort néanmoins -, était cependant beaucoup plus malléable par la pédale douce, qui réduisait le nombre de cordes frappés de 4 à 2. Le piano en lui-même comprenait cinq pédales : une douce (due corde, donc), un basson, deux modératrices, et une forte.
En tant que compositeur et pianiste, Beethoven expérimenta beaucoup avec ses pédales. Sa première indication pour utiliser la pédale dans une partition fut dans ses deux premiers concertos pour pianos. Auparavant, en 1795, Beethoven avait demandé l'utilisation du levier de genou dans un manuscrit de 1790-92, avec l'inscription "avec le genou" pour une série d'accords. Cela serait la première indication d'utilisation du mécanisme de maintien d'étouffoir dans une partition. En effet, de son côté, Haydn ne précisera pas son utilisation avant 1794. En tout, il y a presque 800 indications pour l'utilisation de la pédale dans les partitions de Beethoven, faisant largement de lui le compositeur utilisant le plus la pédale à l'époque classique.

## Piano-pédalier
En parallèle du développement des pédales sur le piano apparu le piano-pédalier, c'est-à-dire un piano équipé d'un pédalier pour jouer les notes les plus graves, de manière similaire à l'orgue. Certains modèles de piano-pédalier remontent à 1815. Celui-ci eut une certaine utilité pour les organistes qui souhaitaient pratiquer sans utiliser d'orgue. Dans certains cas, le pédalier était complètement intégré au piano, avec un siège en hauteur, comme un orgue, mais autrement, un pédalier indépendant pouvait être attaché à un piano à queue classique.
Schumann, en plus d'utiliser son piano-pédalier pour pratiquer l'orgue, composa plusieurs pièces dédiées à celui-ci. On peut citer ses Six Etudes Op. 56, ses Quatre Esquisses Op. 58, ou encore ses Six Fugues sur BACH Op. 60. D'autres compositeurs utilisèrent le piano pédalier, tels que Mozart, Liszt, Alkan ou Gounod.

## Sur les claviers électroniques

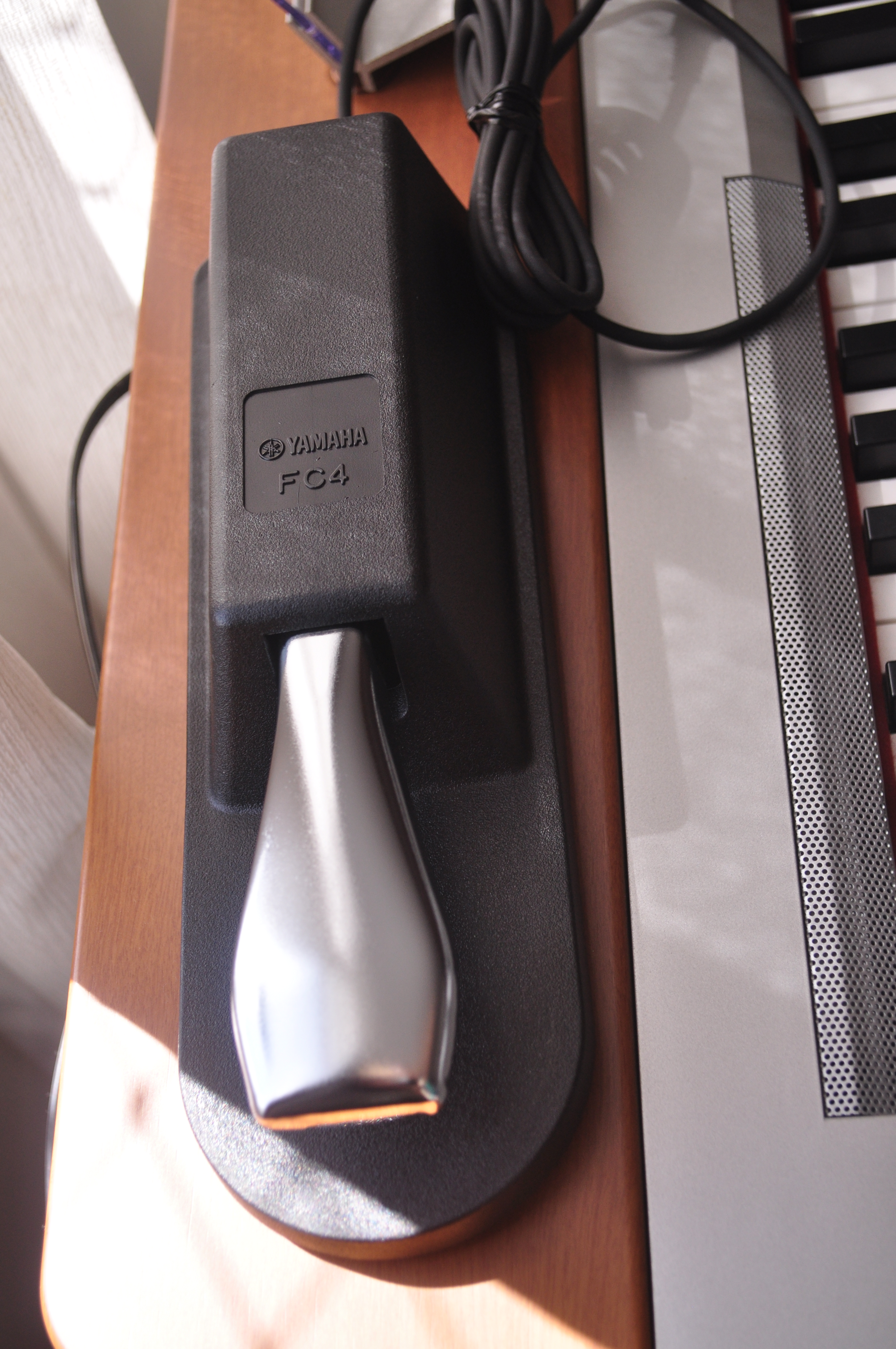
Une pédale externe, branchée sur un clavier électrique, typiquement pour faire office de pédale forte.

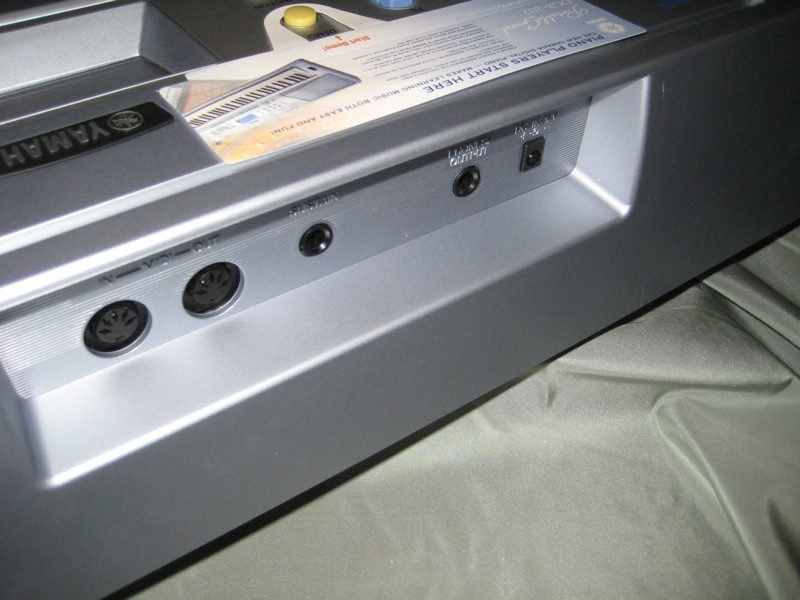
Le panneau arrière de ce clavier électronique montre typiquement une prise jack 1/4", pour recevoir une pédale de sustain, reproduisant une pédale forte (troisième prise depuis la gauche).

Au XXIe siècle, les claviers électroniques ou de concert ont généralement une prise jack pour recevoir une pédale externe, tandis que les pianos numériques l'ont intégrée dans l'instrument. Faisant office de pédale forte, elle est également appelée « pédale sustain ».
La pédale en elle-même est généralement un simple interrupteur, bien que les modèles les plus sophistiqués peuvent prendre en compte une nuance dans la pression appliquée. Généralement, celle-ci sert à émuler la pédale forte dans un piano acoustique.
Les modèles les plus sophistiqués de claviers électroniques peuvent proposer toute une gamme d'option possibles à l'utilisateur, avec une ou plusieurs prises jack personnalisables. Parmi les options possibles de manière générale, on retrouve bien sûr la pédale forte, de portamento, de soutien, douce, de legato, etc.
Ainsi, il est possible pour l'utilisateur d'ajouter des pédales pour certaines voire toutes ces options.